# Titania (vệ tinh)
Titania là vệ tinh lớn nhất về thể tích và khối lượng của Sao Thiên Vương, vệ tinh lớn thứ 8 trong Hệ Mặt Trời. Tính theo khoảng cách từ bề mặt Sao Thiên Vương thì nó là vệ tinh thứ 17 nếu không kể các vành đai. Quỹ đạo của nó nằm trong vùng chịu ảnh hưởng từ quyển Sao Thiên Vương. Tên Titania được đặt theo tên một nhân vật trong vở kịch A Midsummer Night's Dream của William Shakespeare.

## Lịch sử phát hiện và đặt tên
William Herschel đã phát hiện ra hai vệ tinh của Sao Thiên Vương là Titania và Oberon ngày 11 tháng 1 năm 1787. Sau này, ông còn thông báo là đã tìm thấy bốn vệ tinh nữa của Sao Thiên Vương, tuy nhiên, những phát hiện về sau này của ông đã bị các quan sát khác bác bỏ. Vào thời đó, trong vòng khoảng năm mươi năm sau phát hiện của William Herschel, không có một báo cáo nào của ai khác công bố nhìn thấy hai vệ tinh này. Ngày nay, với kỹ thuật quan sát thiên văn nghiệp dư tiên tiến, người ta cũng có thể dễ dàng nhận ra hai vệ tinh này của Sao Thiên Vương.
Các vệ tinh của Sao Thiên Vương đều được đặt tên theo các nhân vật của William Shakespeare hoặc Alexander Pope. Titania là tên của một nữ hoàng của các vị tiên trong vở kịch viết năm 1596 "Giấc mộng đêm hè" bởi William Shakespeare.

## Quỹ đạo
Titania quay quanh Sao Thiên Vương theo một quỹ đạo gần như tròn, với độ lệch tâm 0,00011. Bán kính trung bính khoảng 436.000 km, là vệ tinh xa thứ hai trong nhóm vệ tinh lớn. Titania quay 1 vòng hết 8,7 ngày, trúng với thời gian nó tự quay quanh trục. Hiện tượng này là do nó bị hành tinh chính khóa thủy triều.

## Địa chất
Titania là vệ tinh lớn nhất và nặng nhất của Thiên Vương tinh, nó cũng là vệ tinh nặng thứ tám trong hệ Mặt Trời. Khối lượng riêng của nó vào khoảng 1.71g/cm³, nó có chứa gần như tương đương lượng nước đóng băng và thành phần khác, có thể là đá và hợp chất chứa các bon bao gồm cả chất hữu cơ có phân tử khối lớn. Sự có mặt của nước được xác nhận bởi những quan sát quang phổ hồng ngoại diễn ra vào năm 2001-2005, tiết lộ sự có mặt của tinh thể băng đá trên bề mặt vệ tinh này. Dải hấp thụ của nước đá ở bán cầu phía trước mạnh hơn ở bán cầu phía sau. Điều này ngược với những quan sát được ở vệ tinh Oberon, nơi mà tín hiệu thu được mạnh hơn ở phía bán cầu phía sau. Nguyên nhân của sự mất cân bằng này vẫn chưa được biết rõ, nhưng có thể liên quan tới sự va chạm của các điện tử từ từ quyển của Thiên Vương tinh, mạnh mẽ hơn ở phía bán cầu sau (do sự đồng quay của plasma). Những hạt mang năng lượng va chạm làm giải phóng khí mêtan có trong băng dưới dạng clathrat-hydrat, chỉ còn lại phần tối và giàu các bon phía sau.
Ngoài nước, hợp chất khác được xác định bằng quang phổ hồng ngoại là khí cácbon dioxide, tập trung chủ yếu ở bán cầu phía sau. Nguồn gốc của khí cácbon đioxít chưa được xác định rõ nhưng nó có thể được sản sinh từ các chất có gốc cacbonat và hợp chất hữu cơ dưới ảnh hưởng của tia tử ngoại đến từ Mặt Trời hoặc, do các điện tử đến từ từ quyển của Thiên Vương tinh, giả thuyết do các điện tử có thể giải thích được sự mất cân đối về phân bố, vì bán cầu phía sau chịu ảnh hưởng của từ quyển mạnh hơn bán cầu phía trước. Một nguồn khác có thể là sự thoát khí từ CO2 từ bên trong liên quan đến hoạt động địa chất của vệ tinh trong quá khứ.
Titania có thể gồm hai phần: một nhân đá bao bên ngoài bởi một lớp áo băng. Nếu đúng như vậy, bán kính của nhân có thể vào khoảng 520 km (khoảng 66% bán kính Mặt Trăng) và khối lượng vào khoảng 58% khối lượng Mặt Trăng, tỉ lệ này dựa vào cấu tạo của Mặt Trăng. Áp lực tại tâm của vệ tinh là 0.58  GPa (5.8  kbar). Trạng thái hiện tại của lớp áo băng chưa được biết. Nếu lớp băng chứa đủ amonia hoặc những chất chống đóng băng khác, Titania có thể có một đại dương lỏng ở ranh giới lớp áo và nhân. Độ dày của đại dương này có thể lên đến 50 kilomet và nhiệt độ có thể khoảng 190  K. Tuy nhiên cấu trúc của vệ tinh phụ thuộc nhiều vào lịch sử của nó, điều mà hiện nay vẫn còn ít được biết đến.